# Каслинское литьё
Касли́нское литьё — народный промысел и художественные изделия (скульптуры, предметы декоративно-прикладного искусства, архитектурные изделия) из чугуна, производящиеся на заводе архитектурно-художественного литья в городе Касли, Челябинская область, Россия.

## История промысла
История каслинского литья началась в 1747 году, когда тульский купец Яков Коробков за 500 рублей приобрёл 250 тысяч десятин земли и основал на Южном Урале Каслинский железоделательный и чугуноплавильный завод. Место было выбрано богатое железной рудой и уникальным качественным формовочным песком, а также древесиной для производства угля. Когда завод перешёл во владение Демидовых в 1751 году, каслинские чугунные изделия уже были широко известны в Европе и Азии.
Следующим владельцем завода был вольный купец I гильдии Лев Расторгуев, заплативший за завод в 1809 году 700 тысяч рублей. После смерти Расторгуева заводы унаследовали две его дочери, которые привлекли для непосредственного управления свекра одной из них, знаменитого управляющего Г. Ф. Зотова. Именно он по итогам поездки в Германию организовал в 1824 году на базе обычного чугунолитейного производства еще и литье сложных форм в сухие песчаные формы.
Выпускались подсвечники, тарелки, садовые диваны. Но для высокохудожественного литья не хватало модельщиков и скульпторов. С 1850-х годов  на производство привлекаются новые талантливые скульпторы, художники, чеканщики и формовщики. Так, были приглашены в Касли выпускники Петербургской Академии художеств, М. Д. Канаев и Н. Р. Бах, которые позже организовали художественную школу при заводе.
Долгое время эталоном каслинского литья были скульптуры П.К. Клодта, предоставленные страстным коллекционером В. Г. Дружининым (через брак ставшего совладельцем заводов), купившим права на тиражирование моделей.
1860—1890 гг. — время расцвета каслинского чугунного художественного литья. В этот период Каслинский литейный завод получил Малую золотую медаль Вольно-экономического общества в 1860 году; завод участвовал в выставках в Санкт-Петербурге, Нижнем Новгороде, Париже, Лондоне и других городах мира. На Всероссийской выставке в Нижнем Новгороде 1896 каслинские мастера впервые представили свой товар в ажурном чугунном павильоне. Для Парижской всемирной выставки прикладного искусства 1900 года мастера завода отлили огромный чугунный павильон-дворец в византийском стиле по проекту Е. Е. Баумгартена. Центральным элементом павильона являлась скульптура Н. А. Лаверецкого «Россия», расположенная при входе и изображающая женщину-воина, оберегающую мир и готовую к новым победам. Павильон был признан шедевром литейного искусства и получил высшую награду — «Гран-При». На выставке было много желающих купить павильон, однако покупатели хотели приобрести павильон только вместе со всеми выставленными в нём экспонатами, включая и саму статую. Российские уполномоченные доверенные лица согласились со всеми условиями покупателей, кроме одного — они отказались продать скульптуру «Россия», символизировавшую Российскую империю, и заявили: «„Россия“ не продаётся!». Сделка не состоялась, статуя вместе с павильоном вернулась в Россию. После этого долгие годы ящики с деталями павильона пролежали в подвале одного из частных домов в Каслях.
Современники критиковали фабрику за однообразие моделей. Предпоследний пермский губернатор И. Ф. Кошко про «косность известных Каслинских заводов Кыштымского горного округа, производящих чугунное художественное литье: модели этого литья все те же, что были еще в моем раннем детстве, лет 50 тому назад».
Первая Мировая война, Октябрьская революция и Гражданская война в России в начале XX века, Вторая Мировая война негативно сказались на промысле каслинского чугунного литья, а также на его мастерах и изделиях. В последующие годы буквально по крупицам пришлось восстанавливать почти утраченное ремесло и богатейшую коллекцию изделий. Лишь в 1957 году под руководством мастера С. М. Гилева начались работы по восстановлению чугунного павильона, которые продолжались около восьми месяцев. 3 мая 1958 года в одном из залов картинной галереи в Екатеринбурге состоялось открытие восстановленного павильона — символа и вершины искусства работы мастеров каслинского художественного чугунного литья.

## Описание и технология производства
Традиции каслинского литья (графическая чёткость силуэта, сочетание тщательно отделанных деталей и обобщённых плоскостей с энергичной игрой бликов, покрытие готовых изделий чёрной краской особого рецепта — голландская сажа) сложились в XIX веке.
Скульптура по моделям П. К. Клодта, Е. А. Лансере, П.-Ж. Мэн, О. Таёжной, Н. А. Лаверецкого, Р. И. Баха и его двух сыновей Р. Р. Баха и Н. Р. Баха, М. Д. Канаева, а также местных мастеров — В. Ф. Торокина, К. А. Клодта и других.
Большая коллекция каслинского литья представлена в Екатеринбургском музее изобразительных искусств и в Каслинском историко-художественном музее.
- Каслинский чугунный павильон, построенный для Парижской выставки 1900 года
- Каслинское литьё «Конь в изгороди» 1860 6,14 кг. — репродукция работы П.-Ж. Мэн «Жеребец Джинн в загоне» 1846[11]
- Каслинские мастера за работой. Ок. 1912 года
- Скульптура мастера Лежнева В. «подсвечник»
- Бюст А. В. Суворова
- Скульптура «Запорожский казак и гадалка»
- Скульптура А. С. Пушкина
- Каслинский чугунный павильон на Нижегородской выставке 1896 года
- Скульптура «Россия», 1896
- Почтовая марка России, 2012 г. Каслинское литьё.